# シロッコ (フリゲート)
シロッコ（イタリア語: Scirocco, F 573）は、イタリア海軍のマエストラーレ級フリゲート4番艦。艦名はシロッコに由来する。

## 艦歴
「シロッコ」は、リウーニティ造船リヴァ・トリゴソ造船所で建造され、1982年4月17日に進水、1983年9月20日に就役する。ラ・スペツィア海軍基地第2フリゲート戦隊（COMFORSBARC2）に配備される。
本級の中では不朽の自由作戦に最初に参加しインド洋に展開する。インド洋では海上自衛隊から洋上補給も受けている。FREMM計画の遅延のため2005年から2007年にかけて艦の寿命延長と近代化工事が実施される。
2012年4月14日、アタランタ作戦に参加し、5月16日にはセーシェル沿岸警備隊に爆発物処理の専門家が即席爆発装置についての訓練を提供している。